# Moby Vincent
Die Moby Vincent war ein 1974 als Stena Normandica in Dienst gestelltes Fährschiff der italienischen Reederei Moby Lines. Sie wurde zuletzt bis 2023 auf der Strecke von Livorno nach Bastia eingesetzt. 2024 erfolgte der Abbruch des Schiffes im türkischen Aliağa.

## Geschichte
Die Stena Normandica entstand unter der Baunummer 380 in der Rickmers-Werft in Bremerhaven und lief am 11. Mai 1974 vom Stapel. Am 10. Dezember desselben Jahres erfolgte die Ablieferung an die Stena Line, die das Schiff jedoch direkt an die Enterprise Nationale de Transport Maritime des Voyageurs vercharterte. Bis Januar 1975 war es auf der Strecke von Marseille über Alicante nach Algier im Einsatz.
Ab April 1975 lief die Stena Normandica nun unter Bereederung der Stena Line verschiedene Häfen ab Göteborg an. Zudem wurde sie in den folgenden Jahren mehrfach verchartert. So kam das Schiff unter anderem für die GT-Linien, North Sea Ferries, Normandy Ferries und Sealink British Rail in Fahrt.
Im April 1985 übernahm Sealink British Rail die Stena Normandica unter dem Namen St. Brendan und stellte sie auf der Strecke von Fishguard nach Rosslare Harbour in Dienst. Dort blieb das Schiff fünf Jahre lang im Einsatz, ehe es am 5. März 1990 seine letzte Überfahrt beendete.
Am 12. März 1990 wurde die St. Brendan in Moby Vincent umbenannt und an die italienische Moby Lines verkauft, die sie ab Mai 1990 zwischen Genua und Bastia einsetzten. Von Juni bis Oktober 1993 wurde das Schiff von der Silja Line unter dem inoffiziellen Namen Wasa Sun für den Dienst von Umeå nach Vaasa gechartert. Anschließend kam es ab 1994 wieder für Moby Lines in Fahrt, nun auf der Strecke von Livorno nach Bastia.
Von Juni bis August 1997 fuhr die Moby Vincent unter Charter von Comanav zwischen Tanger und Algeciras. Seit 1998 steht sie wieder zwischen Livorno und Bastia im Einsatz. Im Juni 2000 war das Schiff kurzzeitig auf der Strecke von Civitavecchia nach Olbia in Fahrt. Als einziges Schiff von Moby Lines bediente sie die Strecke von Livorno nach Bastia. Am 22. Oktober 2023 wurde das Schiff in Livorno aufgelegt. Ende Januar 2024 wurde der Verkauf und die bevorstehende Verschrottung in Aliağa bekannt. Im April 2024 traf die Moby Vincent zum Abbruch in Aliağa ein.

## Schwesterschiffe
Das letzte noch im Betrieb befindliche Schwesterschiff der Moby Vincent ist die Corsica Marina Seconda. Die beiden anderen Schwestern, Al Mansour und Sardinia Vera, wurden 2015 bzw. 2024 in der Türkei abgewrackt.